# Maria Anna của Áo, Vương hậu Tây Ban Nha
Maria Anna của Áo (tiếng Đức: Maria Anna von Österreich; tiếng Tây Ban Nha: Mariana de Austria; tiếng Anh: Mariana of Austria; 24 tháng 12 năm 1634 – 16 tháng 5 năm 1696) là vương hậu của chú bà là Felipe IV của Tây Ban Nha trong cuộc hôn nhân của họ từ năm 1649 đến khi Felipe băng hà vào năm 1665. Sau đó bà được bổ nhiệm làm nhiếp chính cho đứa con trai 3 tuổi của bà là Carlos II, do ông vốn yếu ớt do bệnh tật nên bà là một nhân vật có tầm ảnh hưởng cho đến khi bà qua đời vào năm 1696.
Thời kỳ nhiếp chính của bà bị lu mờ bởi những nỗ lực kìm hãm sự suy yếu của quyền lực Tây Ban Nha trên toàn thế giới sau năm 1648, chính trị thì bị chia rẽ nội bộ và cuộc khủng hoảng kinh tế châu Âu nửa sau thế kỷ 17. Việc con trai bà là Charles không thể sinh ra người thừa kế dẫn đến việc các cường quốc ngoại bang nhăm nhe xâu xé đất nước, sau đó tình trạng này đã kết thúc trong cuộc Chiến tranh Kế vị Tây Ban Nha kéo dài từ năm 1701 đến năm 1714. Quần đảo Mariana bao gồm 14 hòn đảo ở phía Tây Bắc Thái Bình Dương đã được đặt tên theo tên bà.

## Đầu đời
Maria Anna ra đời vào ngày 24 tháng 12 năm 1634 tại Wiener Neustadt, là con thứ hai của María Ana của Tây Ban Nha và chồng là Ferdinand (1608-1657), người sau này trở thành Hoàng đế La Mã Thần thánh vào năm 1637. Cha mẹ bà có 6 người con, trong đó chỉ có Maria Anna và hai người anh em trai sống sót tới tuổi trưởng thành; Ferdinand (1633-1654), và Leopold (1640-1705), được bầu làm Hoàng đế vào năm 1658.

## Vương hậu của Tây Ban Nha

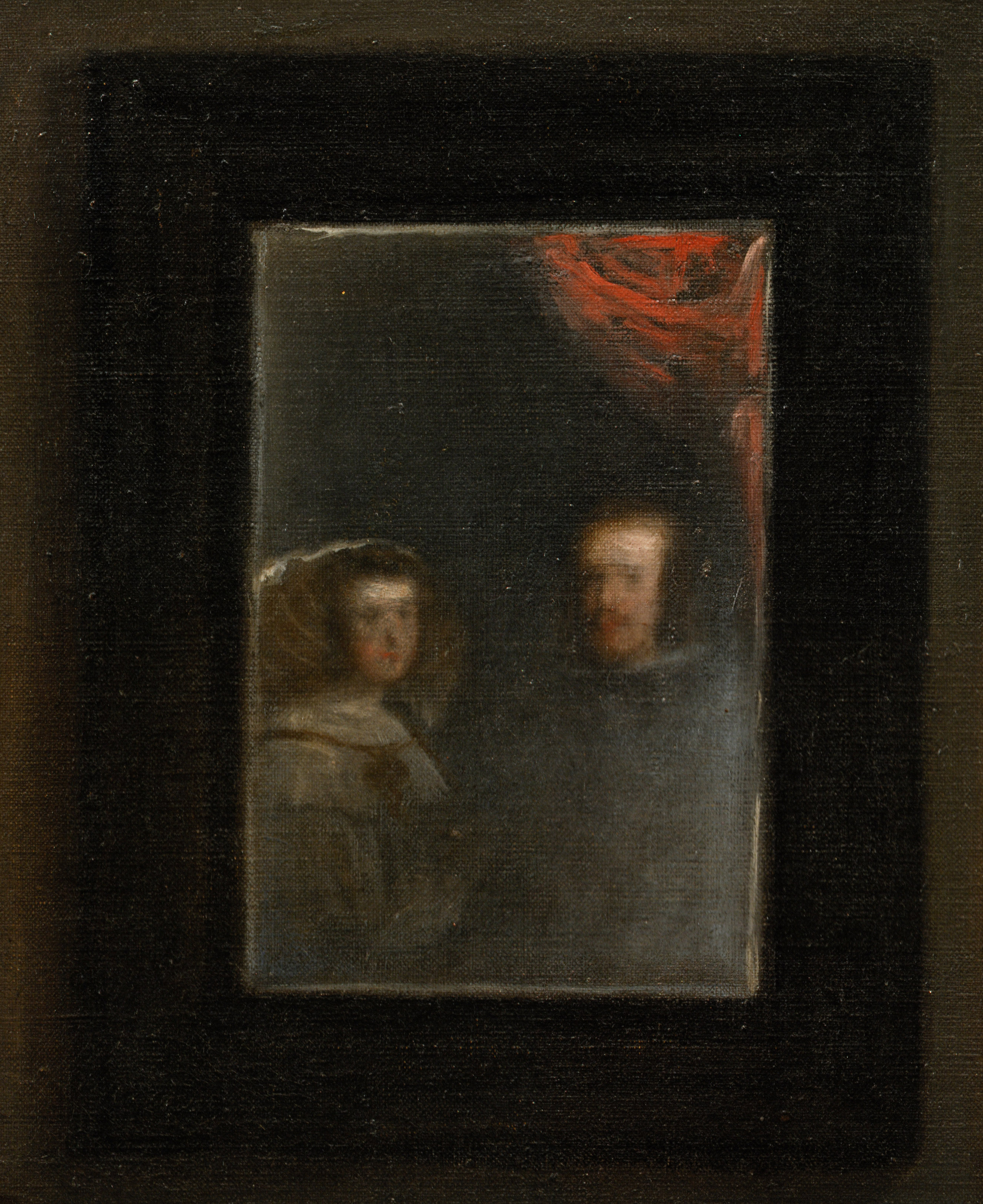
Chi tiết trong bức tranh Las Meninas; Mariana và Philip IV xuất hiện, được phản chiếu trong gương.

Người nhà Habsburg thường kết hôn trong cùng họ để giữ gìn đất đai và tài sản, và vào năm 1646 Maria Anna được hứa hôn với anh họ của bà, Balthasar Charles, Hoàng tử Asturias. Cái chết của ông vào 3 tháng sau khiến bà mất đi người chồng chưa cưới và chú bà là Philip IV mất đi người thừa kế. Vào ngày 7 tháng 10 năm 1649, Philip lúc đó 44 tuổi kết hôn với cô cháu gái 14 tuổi của mình tại Navalcarnero, bên ngoài Madrid; từ đó trở đi, bà được biết đến với cái tên tiếng Tây Ban Nha của mình là 'Mariana'. Việc phụ nữ không được tham gia vào công việc chính trị khiến bà tập trung vào tôn giáo và giáo dục, những thứ mà xã hội thời đó cho là phù hợp với người phụ nữ, những người mang vai trò nuôi dạy và dẫn lối về mặt đạo đức.
Chỉ có hai trong số năm đứa con của họ sống tới tuổi trưởng thành; đứa con cả, Margaret Theresa (1651-1673), kết hôn với chú mình là Leopold I, Hoàng đế La Mã Thần thánh vào năm 1666. Con gái thứ hai của Mariana, Maria Ambrosia, chỉ sống được mười lăm ngày, sau đó hai đứa con nữa cũng qua đời, Philip Prospero (1657-1661) và Ferdinand Thomas (1658-1659). Vào ngày 6 tháng 11 năm 1661, Mariana sinh ra đứa con út, Charles, sau này được biết đến là El Hechizado hay "Kẻ bị bỏ bùa", do nhiều người tin rằng ông bị khuyết tật là do "phép phù thủy." Trong trường hợp của ông, cái gọi là bộ hàm Habsburg rõ rệt đến mức cả đời ông gặp khó khăn khi ăn uống và nói chuyện. Ông không tập đi cho đến năm 8 tuổi và chưa từng đến học tại trường, nhưng các quan sát viên nước ngoài báo cáo rằng năng lực tâm thần của ông vẫn ổn định; những người khác tin rằng Nhiếp chính vương hậu đã phóng đại những khuyết tật của ông để tiếp tục nắm quyền.
Đã có nhiều gợi ý rằng Charles mắc phải căn bệnh nội tiết tố to cực và một loạt những khuyết tật di truyền hiếm gặp thường di truyền qua gene lặn, bao gồm thiếu hormone tuyến yên và nhiễm acid ống thận. Tuy nhiên, chị gái ông không phải chịu những vấn đề sức khỏe tương tự, và các tác giả của công trình nghiên cứu đồ sộ nhất đã tuyên bố rằng vẫn chưa thể chứng minh các khuyết tật (của ông)...là do...gene lặn khi cha mẹ có tổ tiên chung. Mặc cho nguyên nhân là gì, Charles vẫn phải chịu nhiều cơn bệnh tật suốt đời, và triều đình Tây Ban Nha bị chia năm xẻ bảy do cuộc tranh đoạt quyền lực giữa những kẻ cùng có quyền thừa kế, Louis XIV và Hoàng đế Leopold. Người ta mong ông chết gần như ngay từ lúc ông ra đời; ông "lùn, đi khập khiễng, động kinh, yếu ớt và đã hói cả đầu trước tuổi 35,... nhiều lần khiến con dân bất ngờ vì ông đã sống tiếp."

## Nhiếp chính

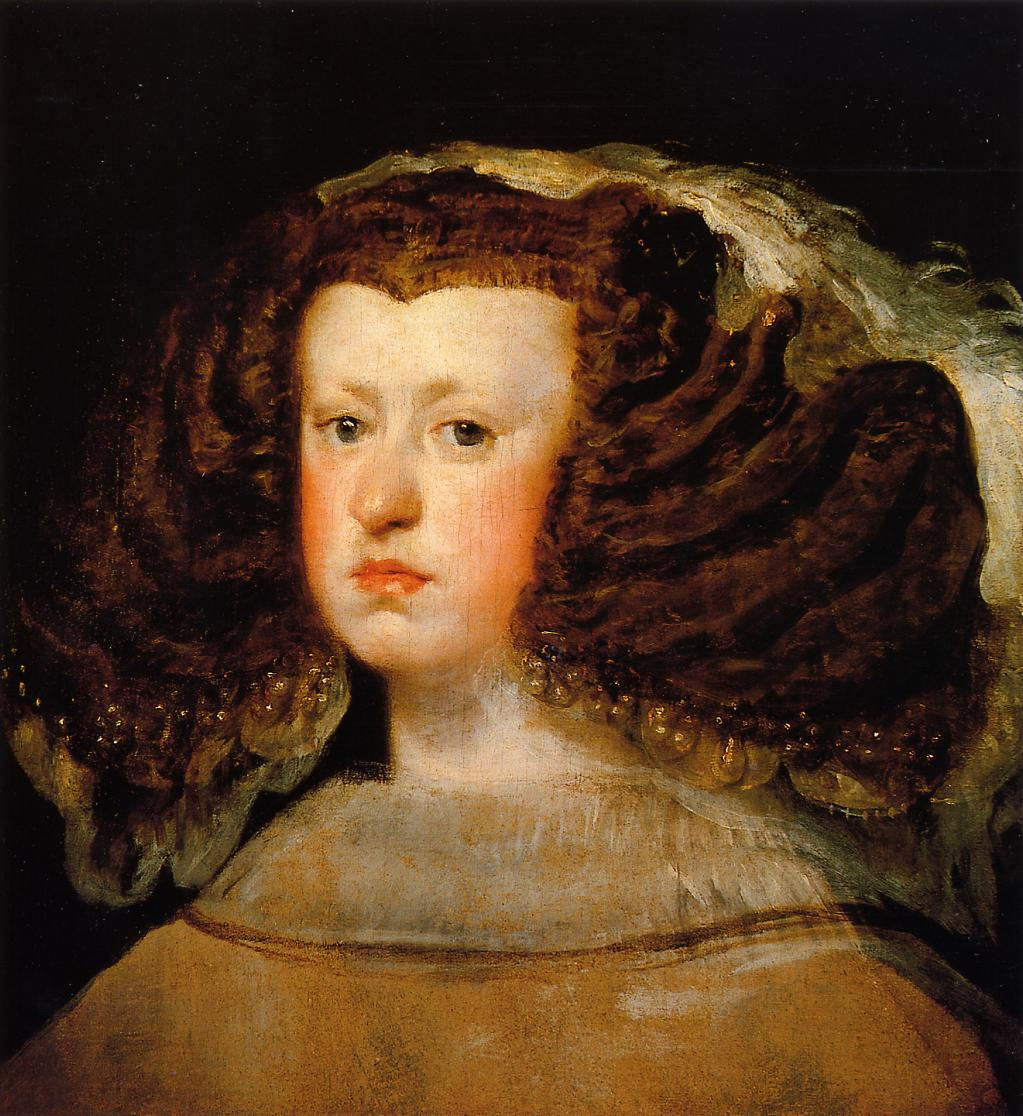
Mariana của Áo vẽ bởi Diego Velázquez, k. 1656

### Thời kỳ nhiếp chính thứ nhất: 1665-1677
Khi Philip qua đời vào ngày 17 tháng 9 năm 1665, Charles mới lên ba tuổi; Mariana được bổ nhiệm làm nhiếp chính, với sự trợ giúp của một Hội đồng Nhiếp chính, cho đến khi ông đủ tuổi trưởng thành theo pháp luật là 14. Bà tiếp tục áp dụng luật tuyển chọn valido hay 'người được ân sủng' mà Philip ban hành vào năm 1620 và cũng đã được thi hành ở nhiều nơi khác tại châu Âu. Người đầu tiên là Juan Everardo Nithard, một thầy tu dòng Tên gốc Áo và là một người nghe xưng tội đã đi theo bà từ Vienna; do Philip không cho phép người nước ngoài tham gia Hội đồng Nhiếp chính, ông ta phải được nhập tịch, ngay lập tức gây nên phẫn nộ trong giới quý tộc.
Bản thân bà là một 'người ngoại quốc', hai người lần lượt được bổ nhiệm làm 'người được ân sủng' của bà cũng là người ngoài; người giữ chức này sau Nithard là Valenzuela, một người đến từ tầng lớp quý tộc Tây Ban Nha thấp. Ngay cả những nguồn sử hiện đại cũng thường có chung quan điểm về thời kỳ nhiếp chính của bà, cho rằng phụ nữ không thể tự mình cai trị một đất nước, do đó họ ẩn dụ rằng có mối quan hệ tình cảm mờ ám giữa bà và những quan chức này. Mariana tin dùng nhiều cố vấn, bao gồm Bá tước Peñaranda và Hầu tước de Aytona; sử gia Silvia Mitchell còn tranh luận về việc liệu Nithard hay Valenzuela có thực sự là 'valido' hay không, do Mariana chỉ lợi dụng họ để giữ vững quyền lực, chứ không thực sự uỷ quyền cho họ. Dù sách sử có xu hướng nhấn mạnh việc bà tuyển nhiều cố vấn nam, thực chất thì bà có cả những cố vấn nữ, tiêu biểu là Mariana Engracia Álvarez de Toledo Portugal y Alfonso-Pimentel. 
Do con trai bà yếu ớt và bệnh tật liên miên, không những thế còn không có người thừa kế khiến cho xung đột nổ ra trong triều đình giữa phe 'thân Áo' của Mariana, và một phe 'thân Pháp', theo danh nghĩa thì được lãnh đạo bởi người anh cùng cha khác mẹ của Charles, John của Áo Em. Tây Ban Nha cũng bị chia rẽ giữa hoàng tộc Castile và Aragon, vốn có nền văn hoá chính trị rất khác biệt khiến cho việc ban hành cải cách gần như là bất khả thi. Nguồn lực tài chính của chính phủ thì khủng hoảng liên miên, hoàng gia tuyên bố phá sản liên tục trong những năm 1647, 1652, 1661 và 1666. Mariana đã phải đối mặt với những vấn đề lớn mà có thể thách thức cả những người cai trị tài ba nhất; Tây Ban Nha đã suy kiệt về kinh tế sau gần một thế kỷ chiến tranh không ngừng, trong khi đó triều đại của bà còn gặp phải Kỷ băng hà nhỏ, một giai đoạn lạnh mà trong đó có những đợt khắc nghiệt nhất vào cuối thế kỷ 17. Giữa năm 1692 và 1699, mùa màng khắp châu Âu bị thất thu và ước chừng có khoảng 5-10% dân số đã chết vì đói.

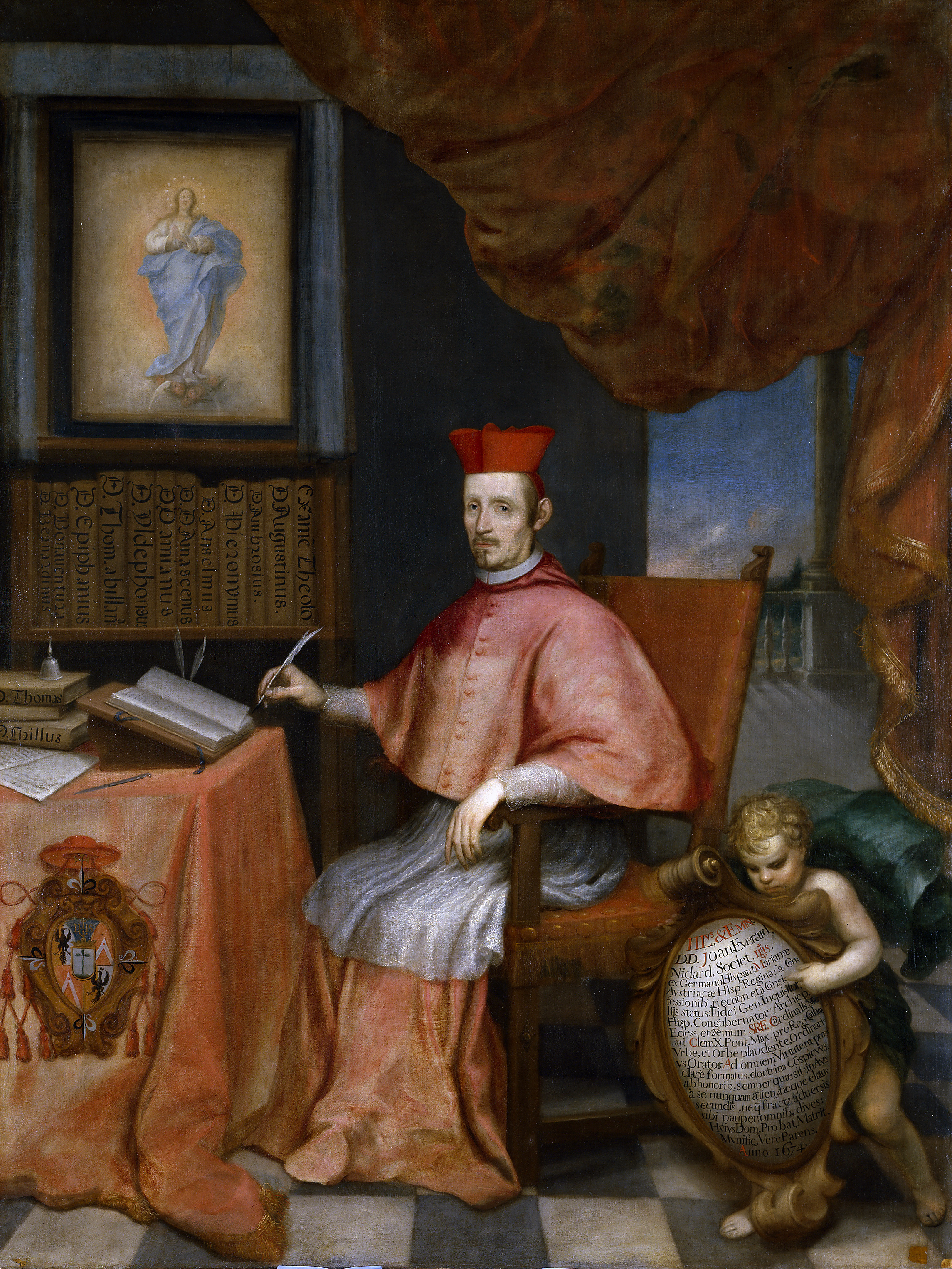
Hồng y Juan Everardo Nithard, k. 1674, cố vấn đầu tiên của Mariana cho đến khi bị cách chức năm 1669

Chính phủ mới còn phải xử lý nhiều vấn đề đã tồn tại từ các đời vua trước. Cuộc Chiến tranh Phục hồi Bồ Đào Nha kéo dài là vấn đề cấp bách nhất, sau đó vào tháng 5 năm 1667 có thêm cuộc Chiến tranh Chuyển giao quyền lực, khi Pháp xâm lược Hà Lan thuộc Tây Ban Nha và tỉnh Franche-Comté thuộc Tây Ban Nha. Nhu cầu giảm thiểu chi tiêu ngân sách đã dẫn đến các hiệp ước Aix-la-Chapelle và Lisbon năm 1668, chấm dứt các cuộc chiến tranh với Pháp và Bồ Đào Nha.
Hoà bình đã chấm dứt gánh nặng đối với nguồn ngân quỹ Tây Ban Nha, trong khi hiệp ước Aix-La-Chapelle buộc Pháp trao trả hầu hết những vùng lãnh thổ đã chiếm đóng từ năm 1667 đến năm 1668. Tuy nhiên, quân đội lại coi đây là sự sỉ nhục; vào tháng 6 năm 1668, Joseph Malladas, một đại uý người Aragon sống tại Madrid, đã bị tử hình vì âm mưu ám sát Nithard, được cho là theo lệnh của John. Đấu đá quyền lực nội bộ chấm dứt khi Nithard đựoc bổ nhiệm làm sứ giả đến Rome vào tháng 2 năm 1669; kế nhiệm ông là Aytona, ông này qua đời năm 1670 và thay thế ông ta là Valenzuela, một thành viên trong hội đồng của bà Mariana từ năm 1661.
Năm 1672, Tây Ban Nha bị kéo vào cuộc Chiến tranh Pháp - Hà Lan; Valenzuela bị cách chức khi Charles đủ tuổi cai trị vào năm 1675, tuy nhiên triều đình Tây Ban Nha vẫn bị chia rẽ vì đấu đá nội bộ. Mariana tiếp tục nhiếp chính vào năm 1677 khi Charles ngã bệnh và Valenzuela được phục chức, nhưng trong cùng năm đó John đã giành được quyền kiểm soát triều đình.

### Thời kỳ nhiếp chính thứ hai: 1679 - 1696
John của Áo Em qua đời tháng 9 năm 1679 và Mariana quay lại làm nhiếp chính một lần nữa; một trong những việc làm cuối cùng của ông ta là sắp xếp cho Charles kết hôn với Marie Louise d'Orléans lúc đó 17 tuổi, hôn lễ diễn ra vào tháng 11 năm 1679.

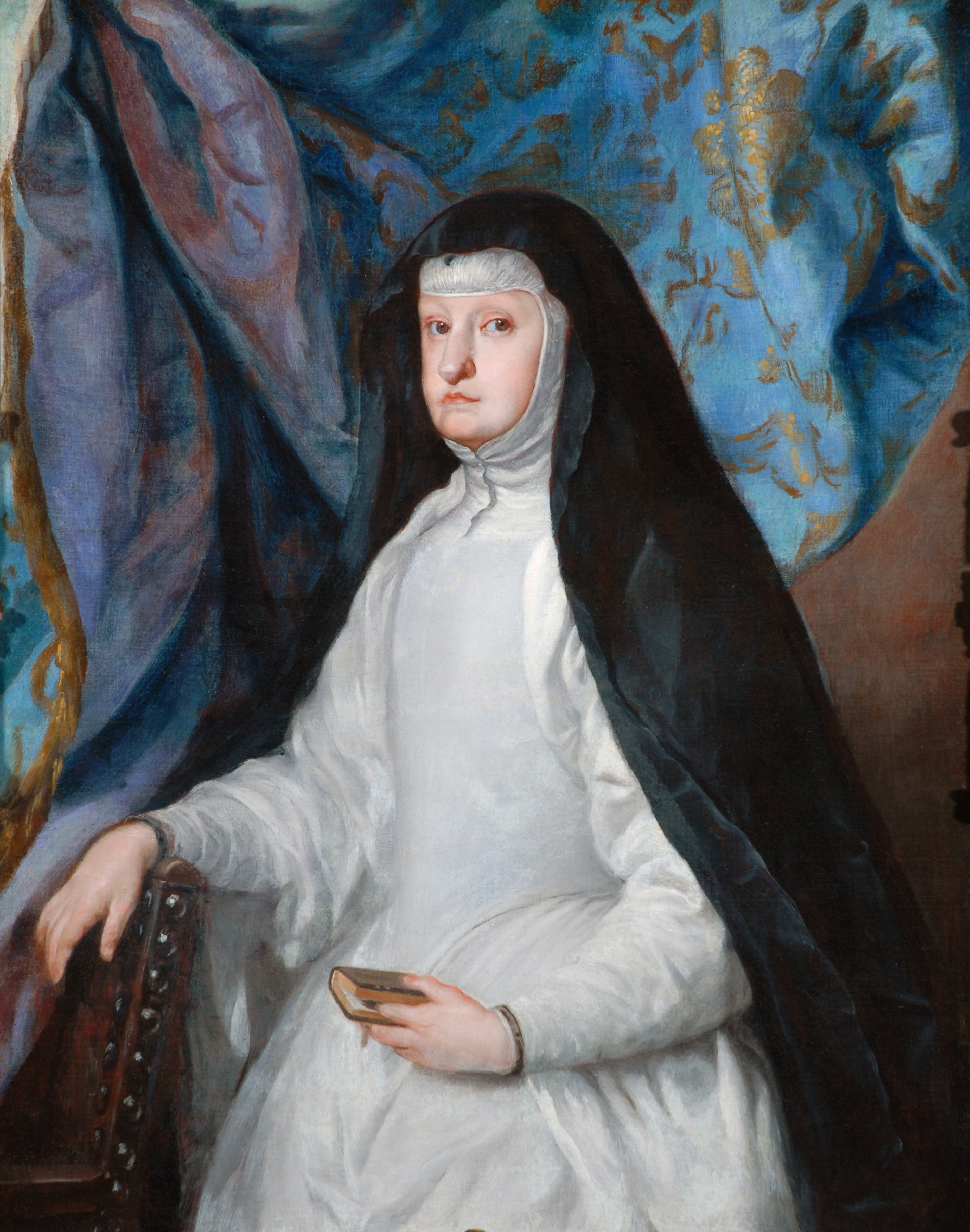
Mariana, một bà goá phụ trong những năm cuối đời, vẽ bởi Claudio Coello, k. 1685–1693

Marie Louise mất vào thàng 2 năm 1689, không sinh được người thừa kế; cũng như với nhiều người khác đã chết trong thời kỳ đó, kiến thức y học có hạn dẫn đến việc người ta đồn rằng bà bị đầu độc. Y học hiện đại khi phân tích những triệu chứng của bà đã kết luận gần như chắc chắn nguyên nhân là bệnh viêm ruột thừa, có thể là do những phuơng pháp điều trị cải thiện khả năng sinh sản. Vợ hai của Charles là Maria Anna xứ Neuburg, con gái trong một gia đình 12 con, những anh chị em của bà thường được người ta nhắm đến khi dàn xếp những cuộc hôn nhân hoàng gia do gia đình bà nổi tiếng với khả năng sinh sản tốt. Trong số các chị em của bà, Maria Sophia đã kết hôn với Peter II của Bồ Đào Nha, trong khi Eleonore là vợ ba của Hoàng đế Leopold. Maria Anna là cô của các Hoàng đế tương lai Joseph I và Charles VI, do vậy bà là lựa chọn hoàn hảo để tiếp thêm sức mạnh cho phe thân Áo.
Charles vẫn không có con; đến lúc này, gần như đã chắc chắn là ông bị liệt dương, khám nghiệm tử thi cho thấy ông chỉ còn một bên tinh hoàn đã bị teo nhỏ. Khi sức khoẻ ông suy giảm, tranh đoạt quyền lực trong nội bộ triều đình càng trở nên gay gắt, quyền lãnh đạo phe thân Pháp được nắm giữ bởi Fernández de Portocarrero, Hồng y và Tổng giám mục xứ Toledo.
Dưới ảnh hưởng của 'người Áo', vào năm 1690 Tây Ban Nha tham gia Đại Liên minh trong cuộc Chiến tranh Chín Năm đối đầu với Pháp. Hoàng gia tuyên bố phá sản lần nữa vào năm 1692 và đến năm 1696, Pháp đã chiếm được phần lớn Catalonia; Mariana vẫn nắm quyền với sự giúp đỡ của những đạo quân đồng minh đến từ Đức, do anh trai của Maria Anna là Charles Philip lãnh đạo, tuy nhiên nhiều lính trong các đạo quân này đã bị trục xuất khi Mariana qua đời. Bà mất ngày 16 tháng 5 năm 1696 tại Cung điện Uceda ở Madrid, thọ 62 tuổi; nguyên nhân được cho là ung thư vú.

## Di sản
Năm 1668, Mariana đã phê chuẩn việc thành lập một hội truyền giáo dòng Tên nằm dưới quyền quản lý của Diego Luis de San Vitores và Saint Pedro Calungsod trên một quần đảo mà người Tây Ban Nha gọi là quần đảo Ladrones, sau này được đổi tên thành Quần đảo Mariana nhằm vinh danh bà.
Bức tranh Chân dung Mariana của Áo do Diego Velázquez vẽ, do vua Philip đặt làm và cũng là bức chân dung hoàn chỉnh duy nhất của bà. Bức tranh gốc hiện đang ở Bảo tàng Prado tại Madrid; một bản sao được gửi cho cha bà là Ferdinand và hiện giờ nằm trong bộ sưu tập của Bảo tàng Kunsthistorisches tại Vienna. Vài bức chân dung khác của bà vẫn còn tồn tại, bao gồm bức tranh Queen Mariana of Spain in Mourning do Juan Bautista Martínez del Mazo vẽ vào năm 1666. Bà cũng xuất hiện thoáng qua trong kiệt tác Las Meninas của Velázquez, vẽ về con gái bà là Margaret Theresa.